# 賽爾基因
賽爾基因公司（Celgene Corporation），或譯新基公司，是一家總部位于美國新澤西州薩米特的生物科技公司，主要生產抗癌和消炎藥。

## 歷史
它本是塞拉尼斯公司旗下一部門，1986年獨立出來自成門戶。2015年7月1日斥資8.5億美元購入朱諾醫療10%的股權。2015年7月16日以72億美金收購Receptos。2018年1月28日預先支付11億美元收購Impact Biomedicines，以取得仍在實驗中的血癌治療藥物。2018年1月28日以90億美元收購朱諾醫療。
2019年1月4日百時美施貴寶斥資740億美元收賽爾基因，包括債務在內，交易總價值達950億美元。交易已得到兩家公司的董事會批准，預計在2019年第三季度完成。此後，施貴寶股東將持有新公司約69%的股份，賽爾基因股東將持有近31%股份。
2019年8月27日安進斥資134億美元收購賽爾基因的銀屑病治療藥物阿普斯特（Apremilast，Otezla），算上22億美元的稅務得益，實際交易額約為112億美元。

## 产品
其主要產品為麻风病治疗药沙利度胺（Thalidomide）和抗腫瘤藥瑞復美（Revlimid，即来那度胺），旗下還有一家臍血庫，即“Celgene Cellular Therapeutics” 。

## 外部連接
- Official website （页面存档备份，存于）
- - Celgene的商業數據：Google Finance
  - Yahoo! Finance
  - Reuters
  -  SEC filings